# Tây Trù
Tây Trù (chữ Hán giản thể: 西畴县) là một huyện phía nam của châu tự trị dân tộc Choang, Miêu Văn Sơn, tỉnh Vân Nam, Trung Quốc. Toàn huyện rộng 1545 km² và có 25 vạn dân (năm 2002). Huyện lỵ là trấn Tây Sái. Trực thuộc huyện này có 2 trấn và 7 hương.
- Trấn: Tây Sái, Hưng Nhai.
- Hương: Bạng Cốc, Liên Hoa Đường, Tân Mã Nhai, Bách Lâm, Pháp Đấu, Đổng Mã, Kê Nhai.